# Gråsuggor och tånglöss
Gråsuggor och tånglöss, Isopoda (i äldre litteratur även kallade likfotingar),  är den mångformigaste och artrikaste ordningen bland kräftdjuren inom överordningen Peracarida. De flesta lever i haven, men många i sötvatten och en del på land, de välkända landgråsuggorna. De flesta blir 5–15 mm långa. De är plattade uppifrån (dorsoventralt) till skillnad från märlkräftorna som är plattade från sidorna. De flesta marina isopoder är bottenlevande och finns på nästan alla typer av havsbotten, även i djuphavet. Några är parasitiska på fiskar. Omkring 10 000 arter är beskrivna. Namnet Isopoda (sammansatt av grekiska  iso-, "likadan", och podos, "fot") syftar på att alla benparen är lika, till skillnad från märlkräftorna (Amphipoda), som har två slags ben (av amfi, "två olika", och podos, "fot").

## Byggnad
Isopoderna är vanligen 5–15 mm långa, men den största arten, Bathynomus giganteus, kan bli upp till 45 cm lång och väga 1,7 kilogram. Kroppen är tillplattad uppifrån (dorsoventralt). Isopoderna har ingen tydlig carapax (ryggsköld). Antennerna har en lång, flerledad yttre del. Ögonen är oskaftade komplexögon och kan saknas. Första thoraxsegmentet är sammansmält med huvudet. De thorakala benparen (pereopoderna) är ogrenade, medan de abdominala benparen (pleopoderna) är tvågrenade (Y-formiga). Det finns sju benpar.
Gasutbyte sker hos vattenlevande isopoder med hjälp av bakkroppens benpar (pleopoder), som har fått en gälliknande funktion. Hos landgråsuggor är problemet med luftandning löst genom att samma benpar som hos vattenlevande isopoder fungerar som gälar har blivit genomsatta av fina kanalsystem, i vilka syre kan upptas ur luften. De syns på undersidan av en landgråsugga eftersom den inneslutna luften gör dem vita.
Landgråsuggorna förekommer bara på ganska fuktiga platser. De tål inte uttorkning. Anledningen är att de använder ammoniak som kvävehaltig exkretionsprodukt, liksom vattenlevande kräftdjur och andra vattendjur, men till skillnad från de flesta landdjur, som avger kväve i form av urea eller urinsyra. Då ammoniak avges från kroppen måste stora mängder vatten följa med, vilket gör att landgråsuggorna inte kan hushålla vatten effektivt.

## Ekologi
Landgråsuggor livnär sig vanligen på dött växtmaterial, till exempel vissna löv och multnande trä. Gråsuggor som lever i vatten livnär sig ofta på alger och annat organiskt material eller är rovdjur eller asätare. Några är parasiter.
Honan har, som alla peracarider, ett yngelrum (marsupium) på buksidan, bildat av plattor på thorakalbenen. Äggen förvaras där före befruktning och tills de kläcks. En hona kan få upp till 100 yngel per år.

## Systematik och några arter

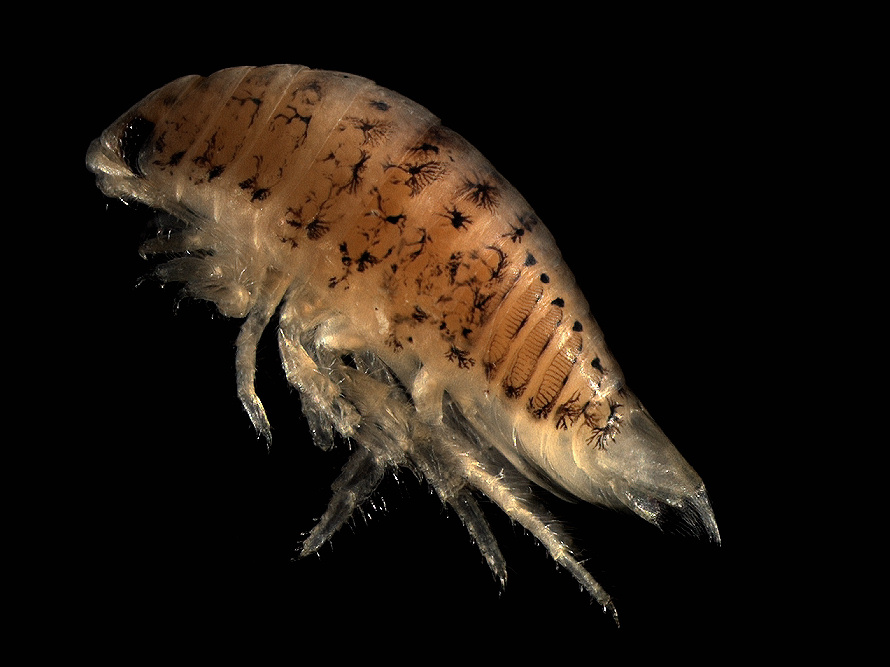
Flabellifera: Eurydice pulchra är allmän vid svenska havsstränder.

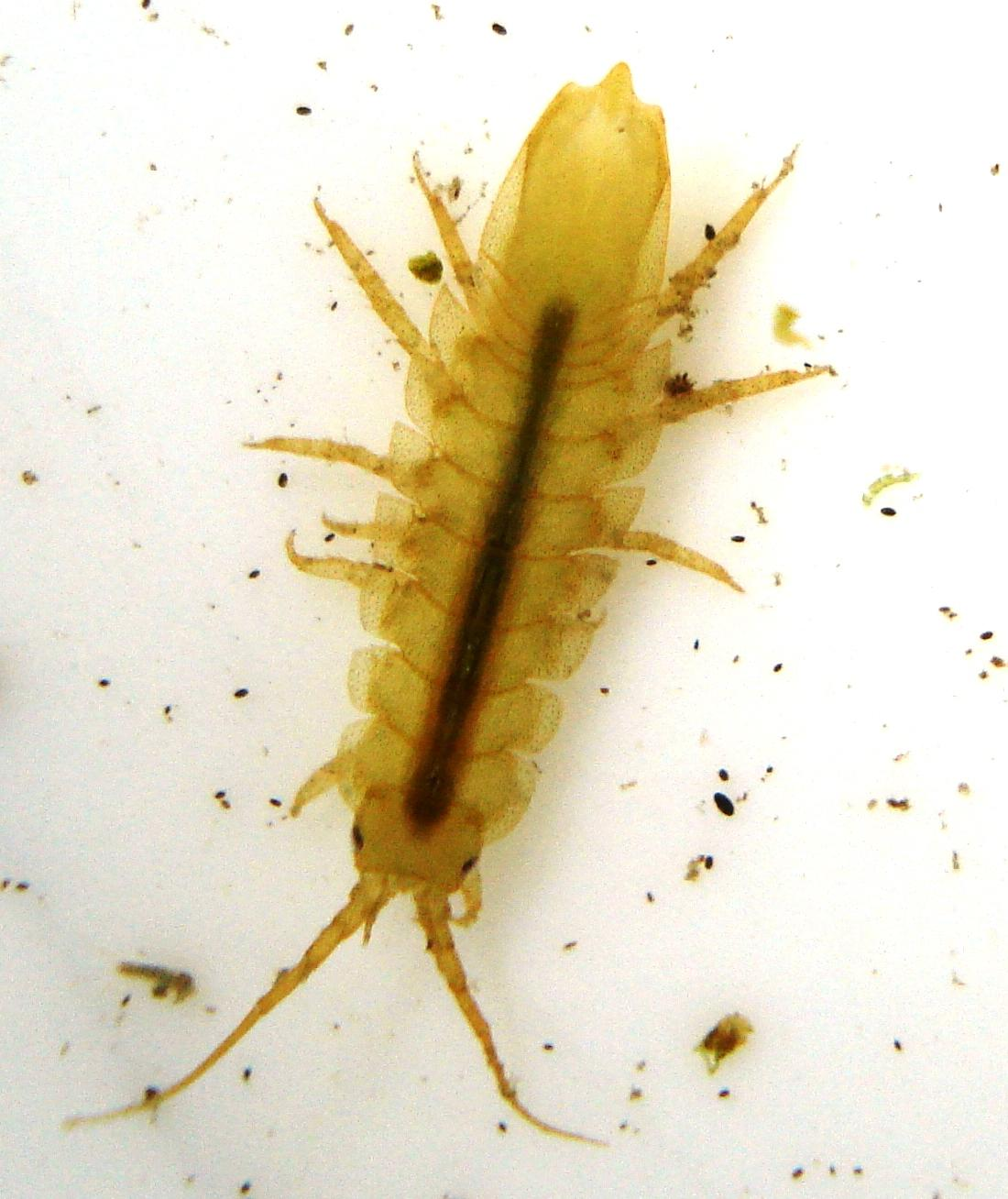
Valvifera: Idotea baltica hör till tånglössen.

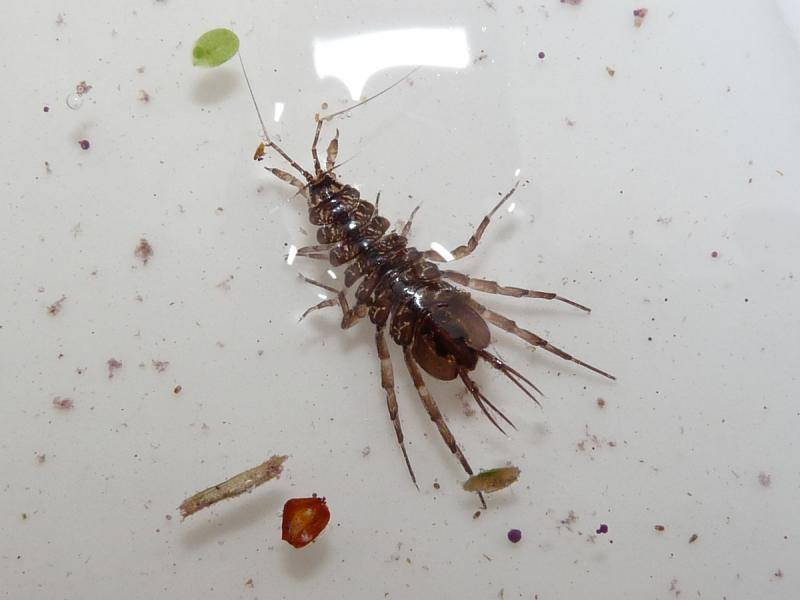
Asellota: Sötvattensgråsuggan Asellus aquaticus är mycket vanlig i svenska insjöar.

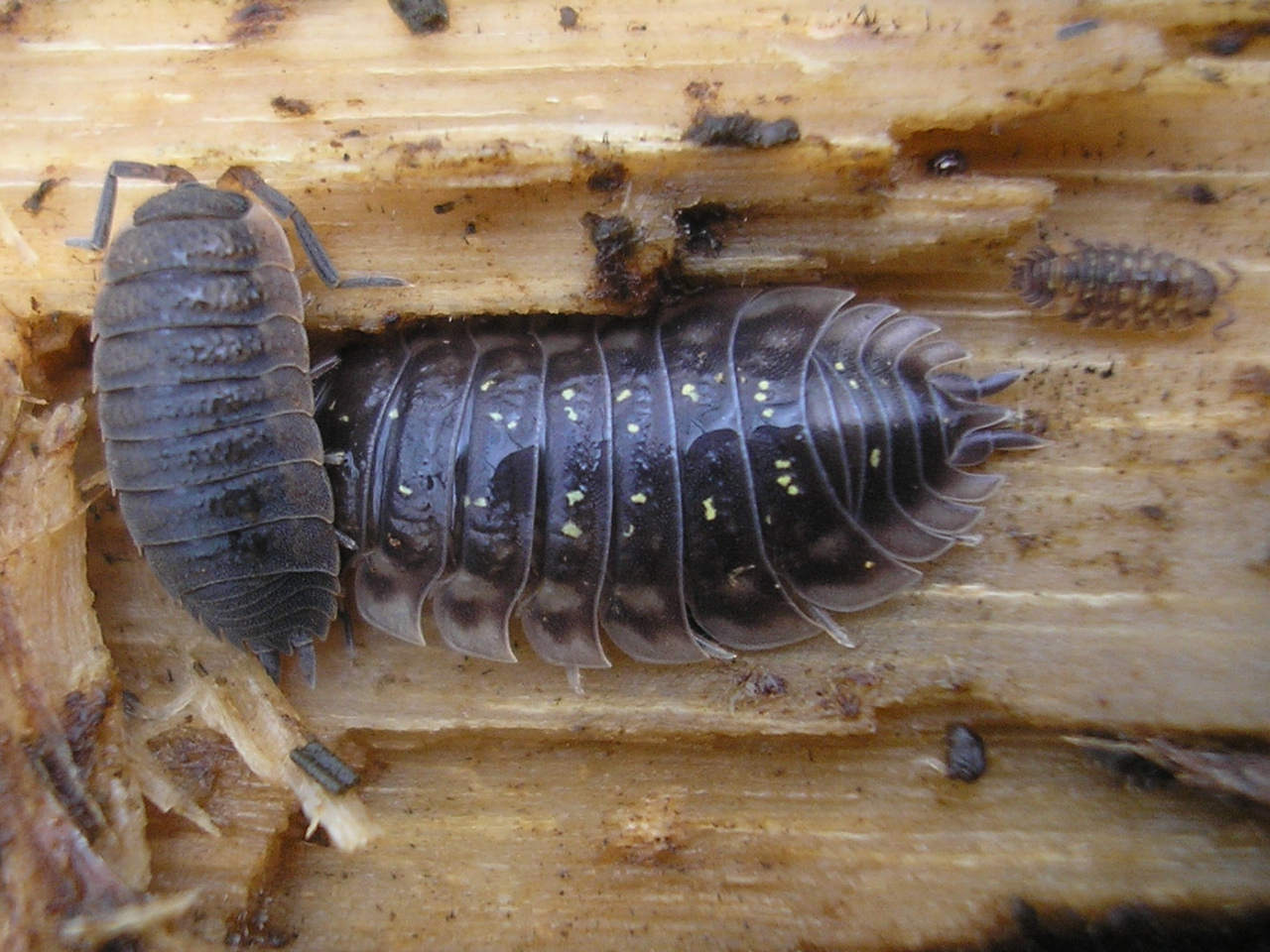
Oniscidea: De vanliga landgråsuggorna Porcellio scaber (till vänster) och Oniscus asellus (i centrum ett vuxet exemplar, samt en juvenil till höger).

Isopoda är en ordning inom överordningen Peracarida. Den innehåller cirka 10 000 beskrivna arter uppdelade på cirka 120 familjer. 

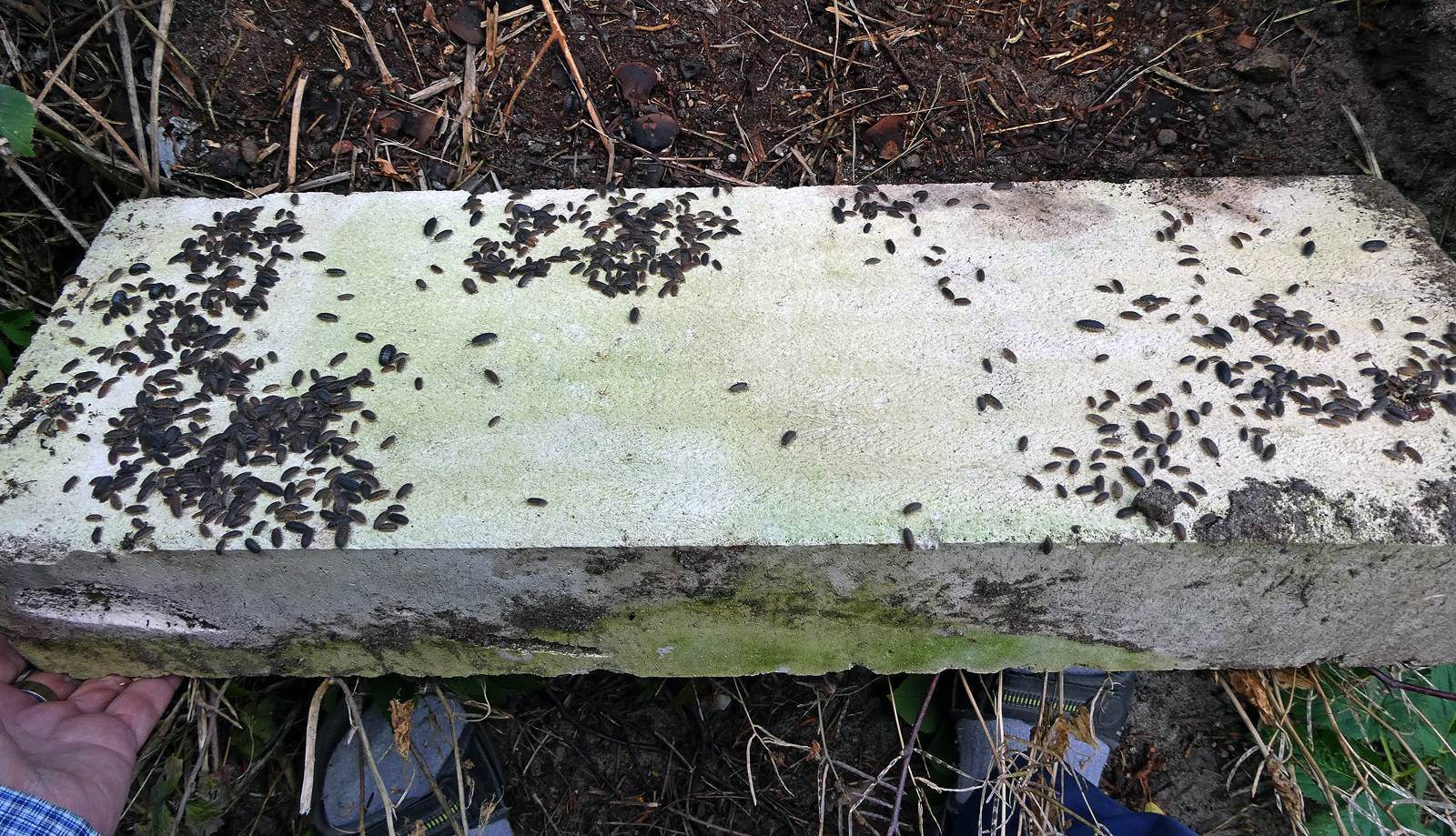
Gråsuggor under ett betongblock.

Isopoderna är kända sedan Paleozoikum, för 300 miljoner år sedan. Det finns fossil av gråsuggor från karbon (underordningen Phreatoicidea, familjen Paleophreatoicidae) som i princip ser likadana ut som nu på södra halvklotet levande sötvattensarter av samma underordning.
Isopoderna indelas i tio underordningar:

### Flabellifera
Kraftigt byggda, platta, gråsuggsliknande djur i salt eller bräckt vatten, ofta rovdjur, asätare eller ektoparasiter på fiskar. Eurydice pulchra, 5 mm, är allmän vid strandkanten från Skagerack till sydöstra Östersjön. Den attackerar flatfiskyngel i grunda vattensamlingar vid stranden och biter även människor, vilket orsakar lätt sveda. Aega-arter har sugande mundelar och lever parasitiskt på fiskblod. Den för människan viktigaste arten är Limnoria lignorum, borrgråsugga, som borrar gångar i trä i havet och kan göra stor skada på bryggor, träpålar och andra byggnadsverk i saltvatten. Hit hör också en bisarr fiskparasit, Cymothoa exigua, tungbitaren, upp till 28 mm lång. Djuret tar sig in i fiskens munhåla via gälarna eller munnen och biter sig fast vid tungbasen, där den suger blod från tungartären. Så småningom dör tungan bort och dess plats intas av parasiten. Tungan ersätts även funktionellt av kräftdjuret, så att fisken kan äta till synes utan besvär. Detta är det enda kända fallet då en parasit funktionellt ersätter en kroppsdel hos värden.

### Anthuridea
Två arter i Sverige, mycket långsmala, nästan masklika, bottenlevande djur. Cyathura carinata, 25 mm, allmän under stenar på grunt bräckt vatten särskilt i Öresund.

### Gnathidea
Två arter Gnathia på västkusten. 4–5 mm. Fiskparasiter som larver, bottenlevande som vuxna.

### Valvifera (tånglöss)
Till underordningen tånglöss hör de vanligaste och mest kända marina isopoderna, framför allt släktet Idothea med minst 7 arter, 9–41 mm, vid de svenska kusterna, Skagerack till Åland. De lever bland alger på grunt vatten. Vanligast är Idothea baltica. Hit hör också ishavsgråsugga eller skorv, Saduria (Mesidothea) entomon, som är vår största isopod. Den är flera cm lång, någon gång ända upp till 7 cm. Den förekommer från Öresund till Bottenviken samt i några större insjöar och anses vara en istidsrelikt. Mycket speciellt utseende med lång smal kropp och långa antenner har Astacilla longicornis. Valvifera förekommer särskilt rikligt i arktiska och antarktiska hav.

### Phreatoicidea
Några sötvattensarter i Sydafrika och Australien.

### Asellota
Aselloterna kännetecknas av att bakkroppssegmenten och telson är sammanvuxna till en platta i djurets bakända. Detta är den artrikaste underordningen. De flesta är marina, men en del lever i sötvatten. I djuphaven dominerar gruppen Asellota som har genomgått en adaptiv radiation i denna miljö och nästan utesluter andra isopoder. Till Asellota hör vår enda sötvattensisopod, sötvattensgråsuggan Asellus aquaticus, 8–12 mm, som är allmän i alla slags sötvatten och lever av multnande växtdelar. Bland våra marina aselloter kan nämnas Jaera albifrons med flera (strandvattengråsuggor), som är allmänna under stenar längs västkusten och in i Östersjön. Munnopsis typica har extremt långa thorakalben och finns i Skagerack.

### Oniscidea(gråsuggor)
Hit hör alla landgråsuggor. I Sverige finns cirka 30 arter. Dessa är verkliga landdjur, som aldrig frivilligt går i vattnet. Enda undantaget är Ligia oceanica, vår största landgråsugga, upp till 30 mm, som håller till på steniga havsstränder, gärna vågexponerade, från Västkusten till Öresund. Den springer snabbt och kan ta sin tillflykt till vattnet.
Oniscus asellus är en av våra vanligaste landgråsuggor. Den är bred, starkt plattad, grå med gula teckningar på ryggen. Porcellio scaber är också en av våra vanligaste arter. Den är rent mörkgrå med en finknölig, skrovlig ryggyta. Båda dessa arter hör till den mänskliga kulturens följeslagare och har spritts till flera världsdelar. Vanliga hos oss är också Armadillidium-arter, som rullar ihop sig till kompakta små klot om de blir skrämda.

### Epicaridea
Parasiter på andra kräftdjur. Första larvstadiet uppsöker en mellanvärd, troligen alltid en hoppkräfta. Nästa larvstadium uppsöker den definitiva värden. Hos gruppen Bopyrina förändras djuret inte mer än att man fortfarande kan se att det är en isopod. Hit hör Hemiarthrus (Phryxus) abdominalis, cirka 10 mm, som parasiterar på den vanliga nordhavsräkan Pandalus borealis. Den hittas ibland sittande på undersidan av främre delen av bakkroppen på räkor, på det ställe där äggen brukar finnas. Hos den andra gruppen, Cryptoniscina, har vuxna djur ingen likhet med kräftdjur utan är en säckliknande bildning, 1–5 mm. En art, Liriopsis pygmaea, är en hyperparasit som parasiterar på rotfotingar som i sin tur parasiterar på eremitkräftor.

### Microcerberidea
Mindre än 2 mm, finns i sandlucksystem i hav och sötvatten längs Sydamerikas ostkust, i Afrika, Indien och Medelhavet.

### Calabozoidea
I sötvatten och grundvatten i Sydamerika.

## Dialektalanamn på landgråsuggor
| Bygdemål   | Vetenskapligt namn                 | Trakt                         | Namnförklaring                                                                                      |
| ---------- | ---------------------------------- | ----------------------------- | --------------------------------------------------------------------------------------------------- |
| Bänkgylta  | Släkte Oniscus (ospecificerad art) | Hälsingland                   | |
| Gråbond    | Oniscus asellus                    | Svenska Österbotten (Finland) | |
| Häftetroll | Oniscus asellus                    | Västergötland                 | Torkade och pulveriserade gråsuggor ansågs bota förstoppning, som på traktens språk kallades häfta. |
| Monkelus   | Släkte Oniscus (ospecificerad art) | Bohuslän                      | |

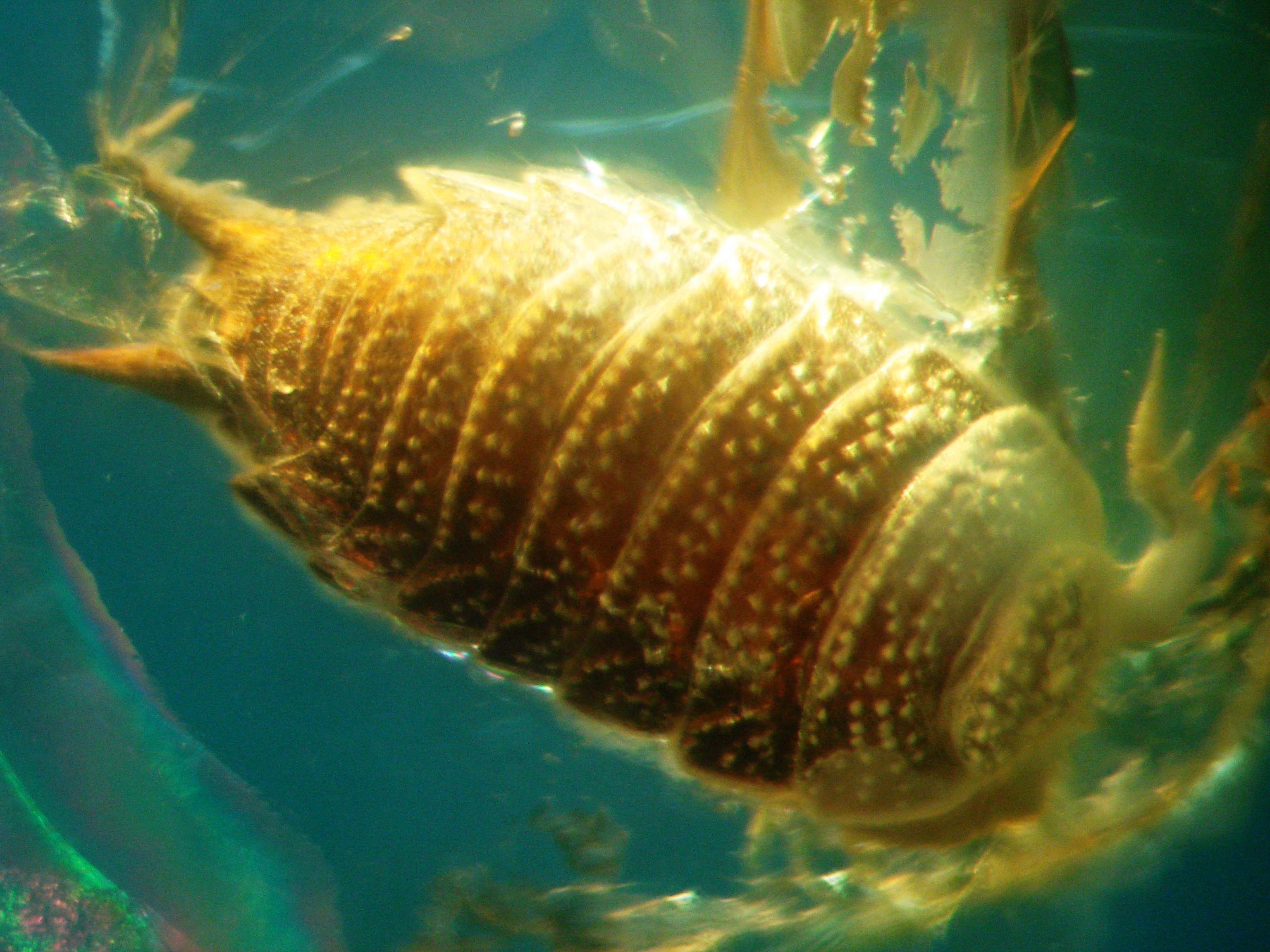
En isopod i baltisk bärnsten (uppifrån)
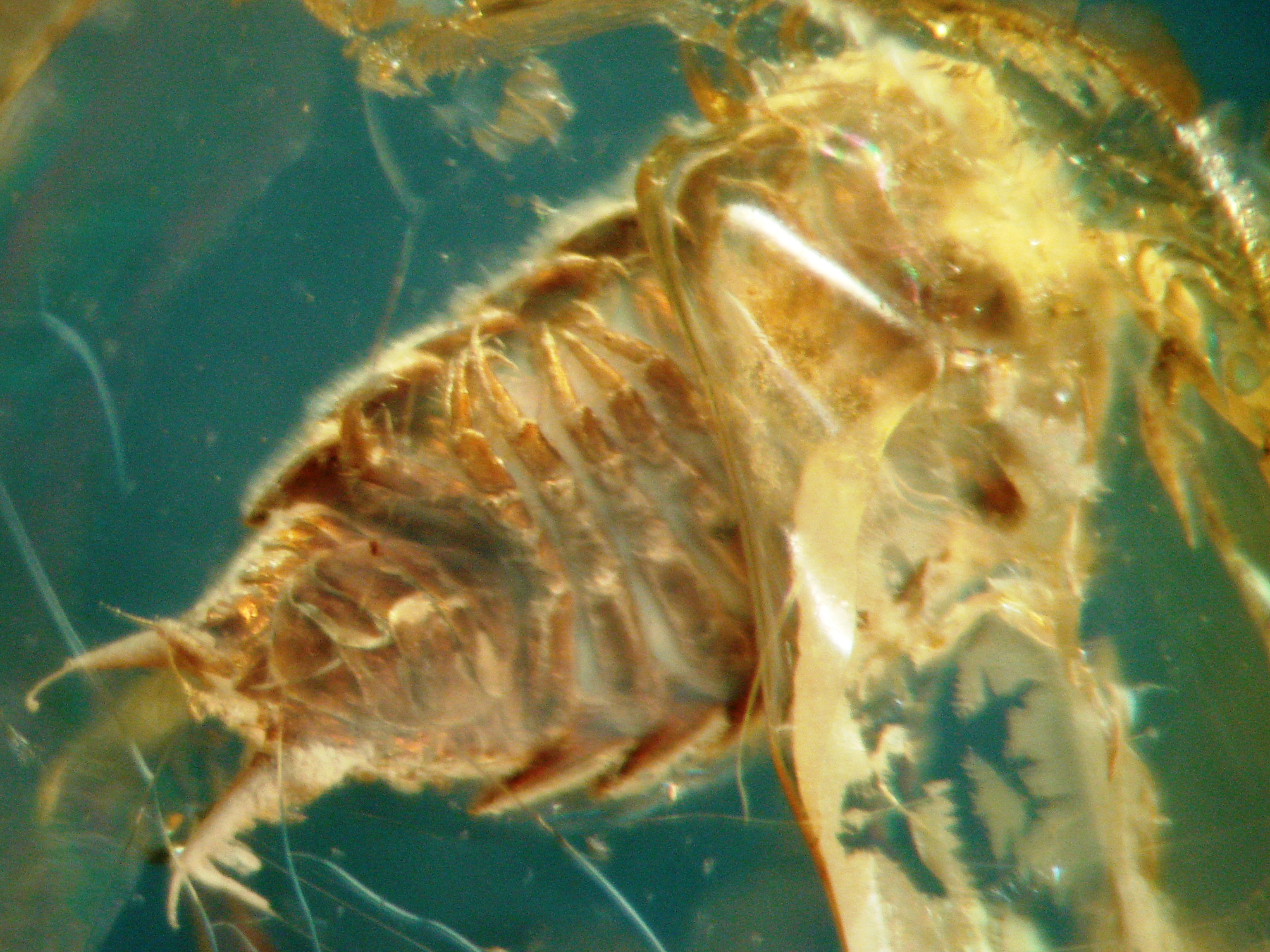
En isopod i baltisk bärnsten (från sidan)
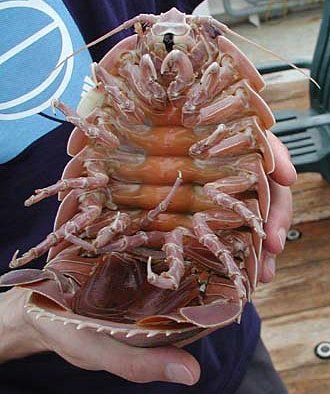
Flabellifera: Bathynomus giganteus lever pelagiskt i djuphavet (45 cm, 1,7 kg)
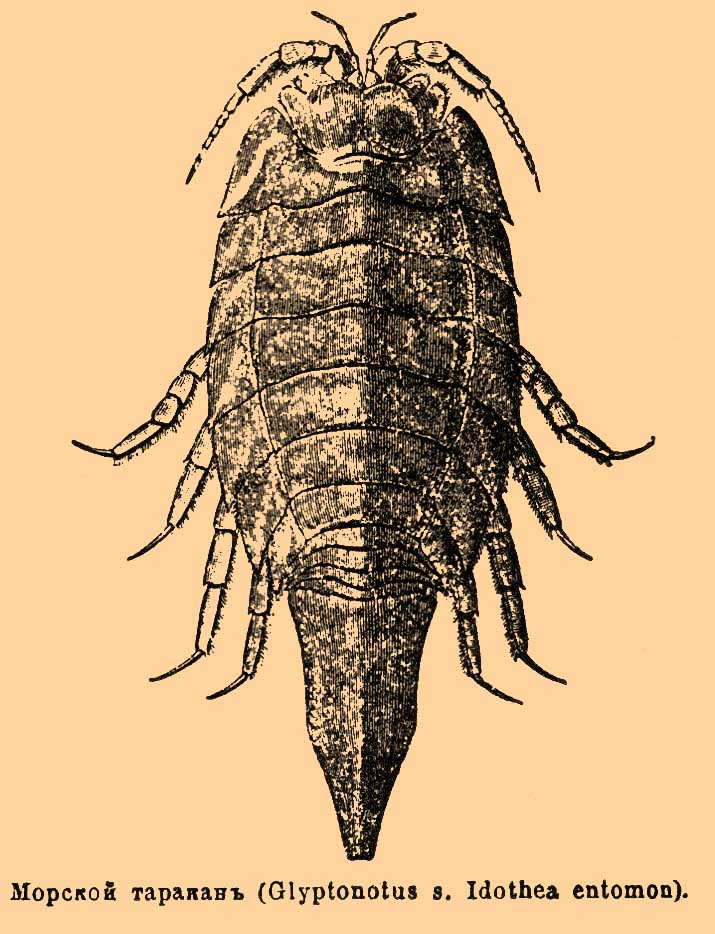
Valvifera: skorv, Saduria (Mesidothea) entomon
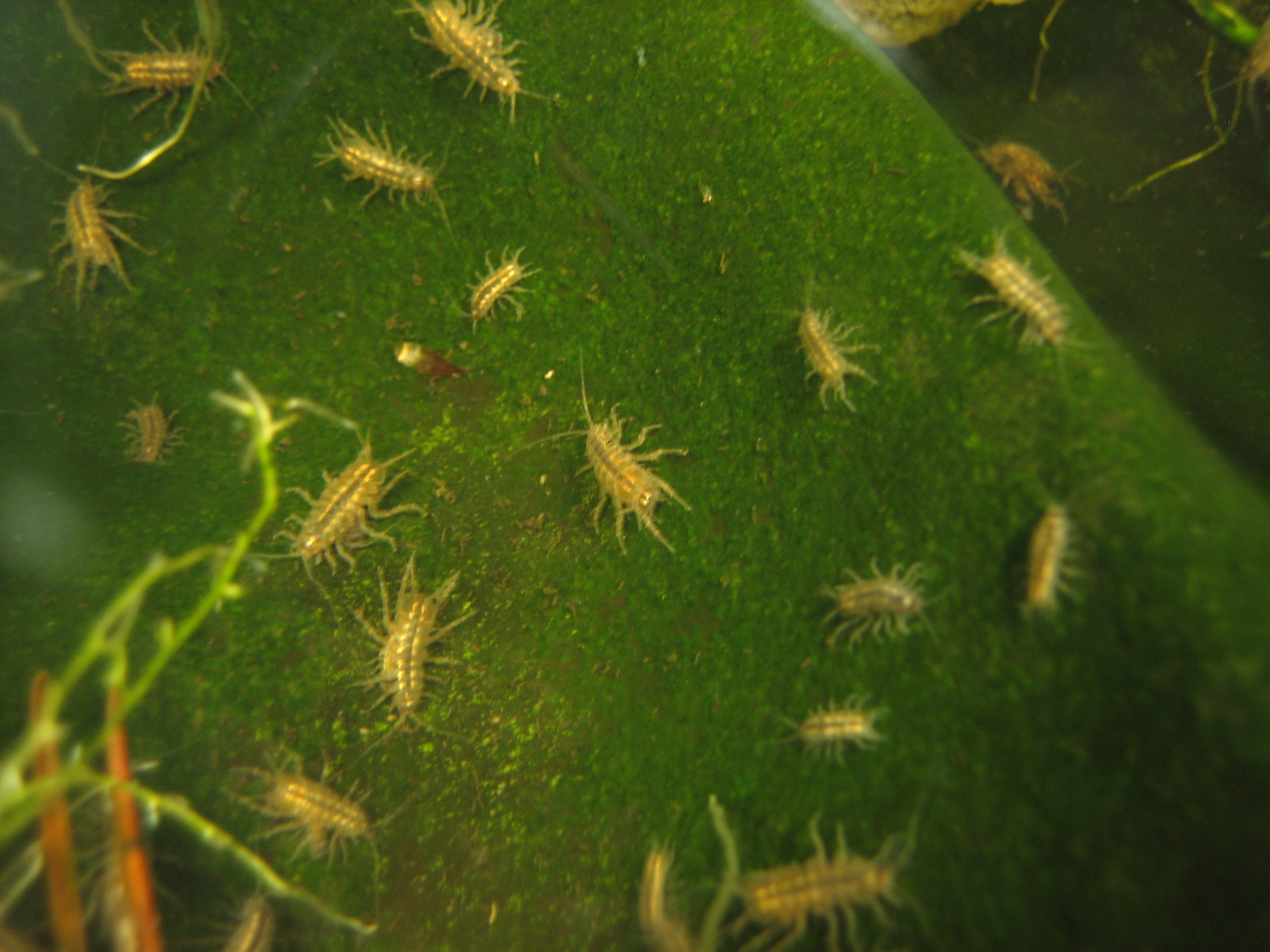
Asellota: den vanliga sötvattensgråsuggan Asellus aquaticus
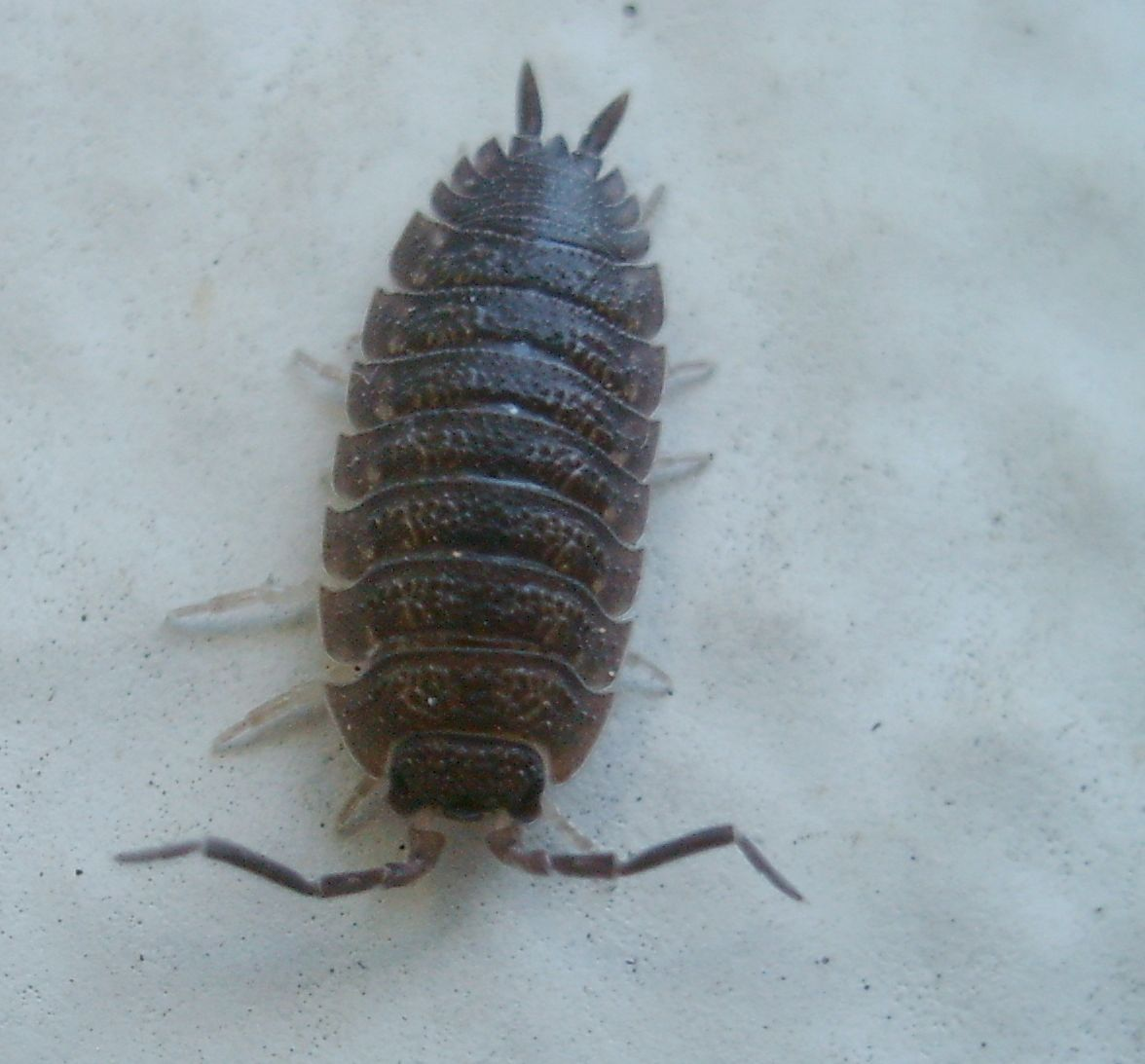
Oniscidea: den vanliga landgråsuggan Porcellio scaber
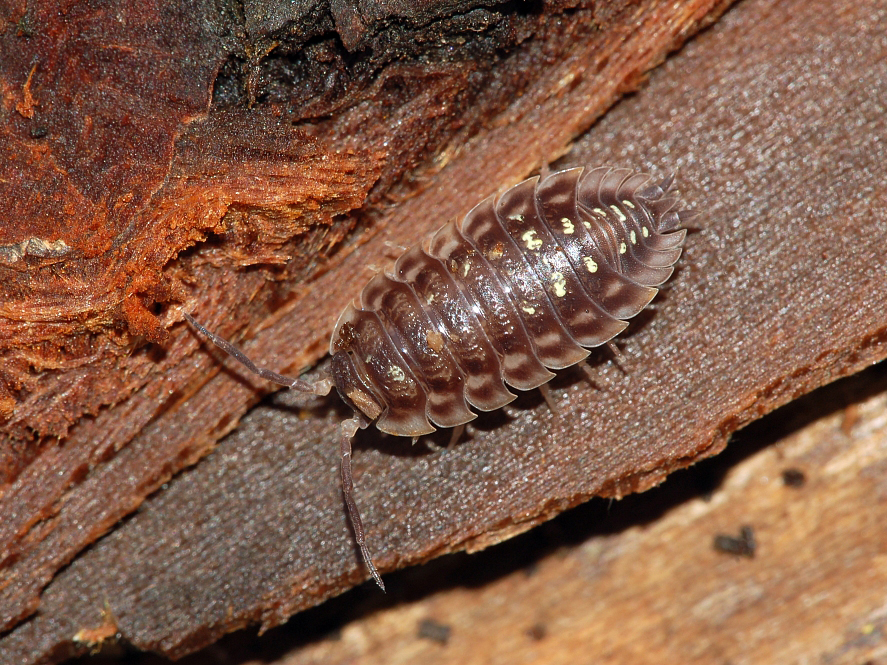
Oniscidea: den vanliga landgråsuggan Oniscus asellus
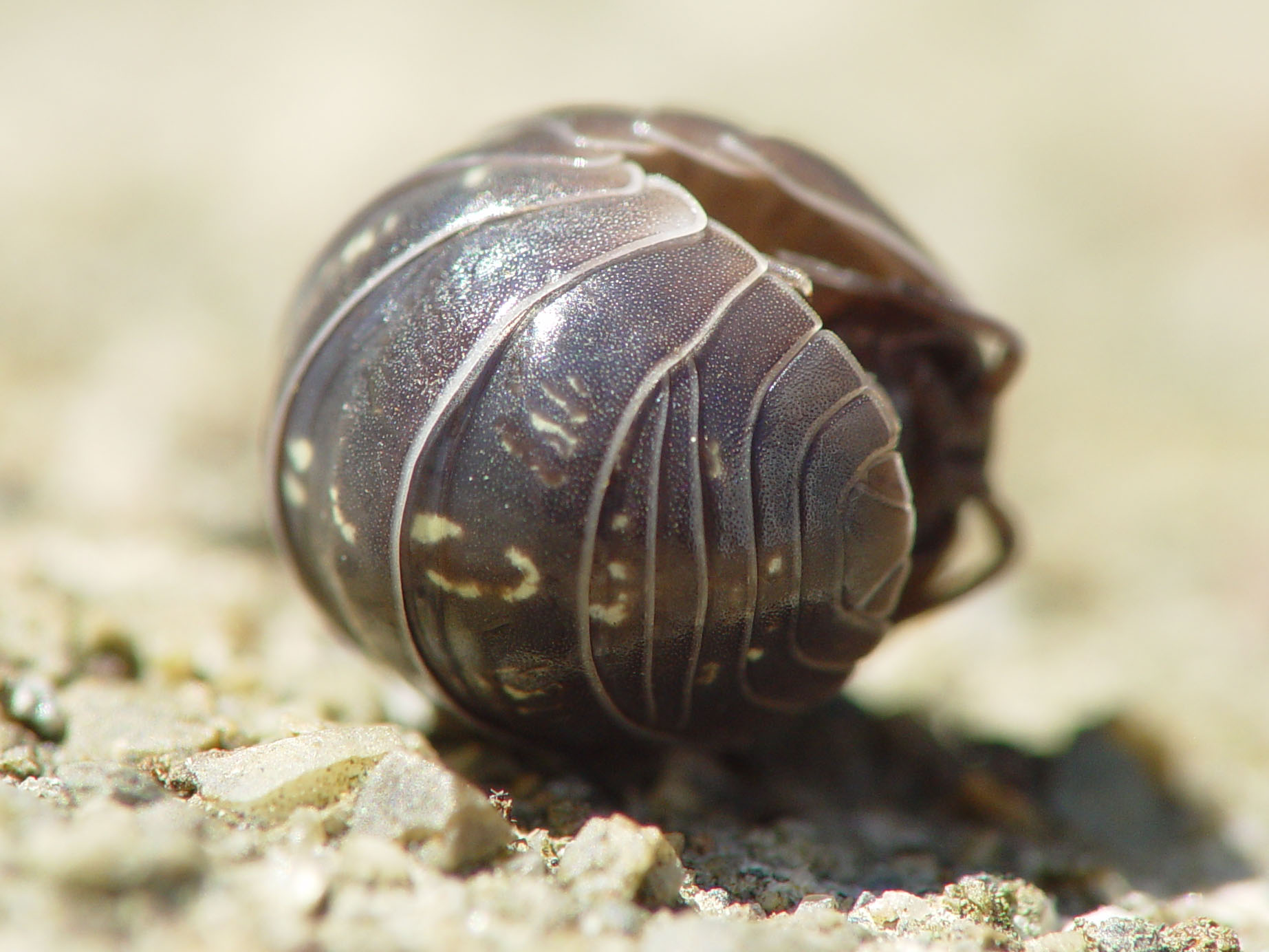
Oniscidea: den vanliga rullgråsuggan Armadillidium vulgare rullar ihop sig om den blir skrämd
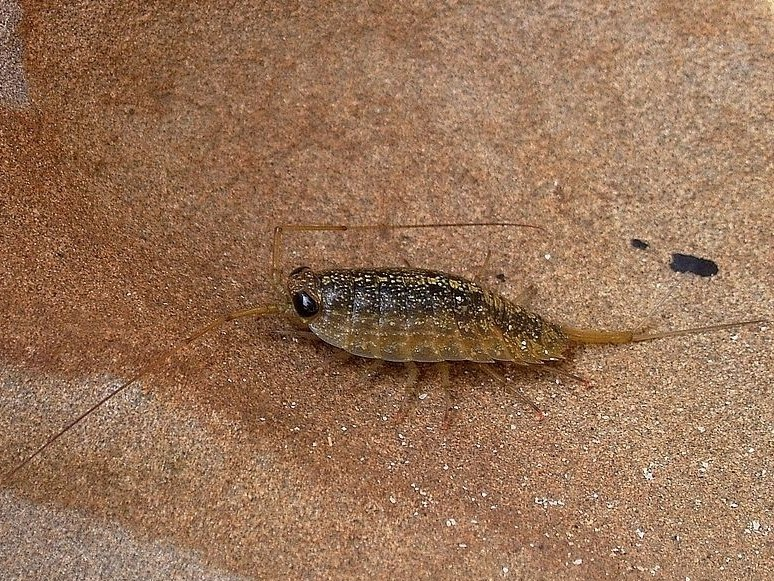
Oniscidea: gråsuggan Ligia exotica
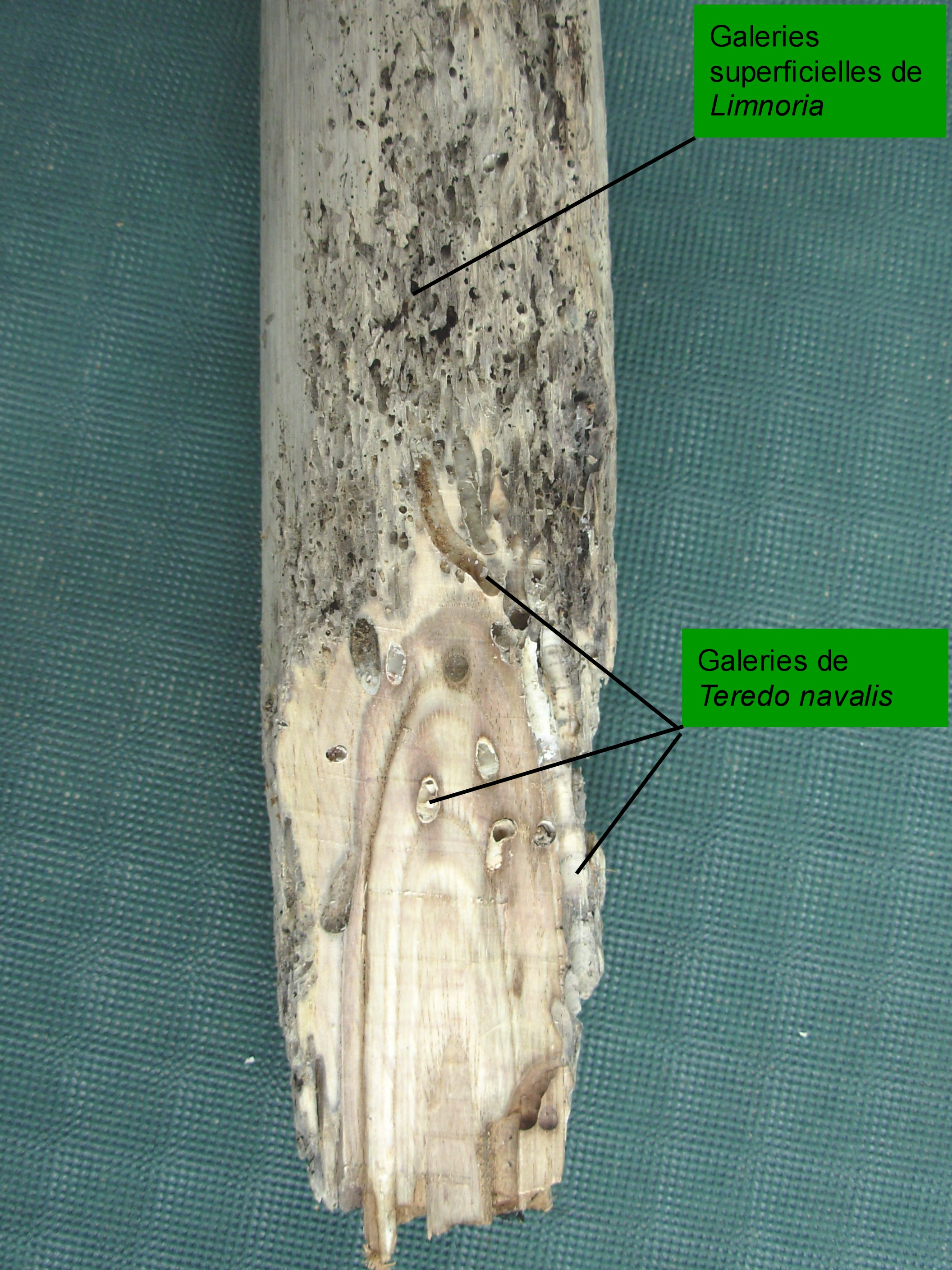
Flabellifera: upptill borrhål av borrgråsuggan Limnoria; nedtill borrhål av skeppsmasken, Teredo, en mollusk

### Fotnoter
1. ↑  Till exempel Brehm: Djurens Lif från 1888.
2. ↑  Carlquist, Gunnar, red (1937). Svensk uppslagsbok. "17". Malmö: Svensk Uppslagsbok AB. sid. 171
3. ↑  Hanström, B. (red.) Djurens värld, band 2, Förlagshuset Norden, Malmö, 1964 (huvudkälla).
4. ↑  Motsvarande artiklar i engelska och tyska Wikipedia.
5. ↑  Isopoda i WoRMS, World Register of Marine Species
6. ↑  Naturhistoriska riksmuseet Arkiverad 8 augusti 2009 hämtat från the Wayback Machine.
7. ↑  Isopoda i ITIS. Läst 21 nov 2012.
8. ↑  Johan Ernst Rietz: Svenskt dialektlexikon, sida 75, Gleerups, Lund 1862…1867, faksimilutgåva Malmö 1962,
9. ↑  Johan Ernst Rietz: Svenskt dialektlexikon, sida 217, Gleerups, Lund 1862…1867, faksimilutgåva Malmö 1962,
10. ↑  Johan Ernst Rietz: Svenskt dialektlexikon, sida 279, Gleerups, Lund 1862…1867, faksimilutgåva Malmö 1962
11. ↑  Folkmun, se  Arkiverad 21 augusti 2010 hämtat från the Wayback Machine.

### Allmänna källor
- Brusca, R. C. and G. D. F.  Wilson. 1991. A phylogenetic analysis of the Isopoda with some classificatory recommendations. Mem. Queensland Mus. 31: 143–204.
- Wilson, G. D. F. and R. R. Hessler. 1987. Speciation in the deep sea. An. Rev. Ecol. Syst. 18: 185–207.